# Mégapode des Tanimbar
Megapodius tenimberensis
Espèce
Statut de conservation UICN

 VU D1 : Vulnérable
Le Mégapode des Tanimbar (Megapodius tenimberensis) est une espèce d'oiseau de la famille Megapodiidae. Il est endémique aux îles Tanimbar en Indonésie. Il est parfois considéré comme une sous-espèce du Mégapode de Reinwardt.

## Description et habitat
C'est un oiseau terrestre de la taille d'un poulet domestique, qui vit dans les zones forestières et de broussailles.

## Alimentation
Il se nourrit de graines, de fruits tombés sur le sol et d'invertébrés terrestres.

## Reproduction
Comme les autres mégapodes, il pond dans les grands monticules de sable, de feuilles mortes et d'autres débris, où la chaleur produite par la décomposition de matière organique sert à couver les œufs.